# Générateur de signaux
Le générateur de signaux fait partie d'une classe d'appareils électroniques générant des signaux électroniques possédant des propriétés définies d'amplitude, de fréquence et de forme d'onde. Ces signaux générés sont utilisés comme stimulus pour des mesures électroniques, mesures généralement employées dans la conception, le test, le dépannage et la réparation d'appareils électroniques ou électroacoustiques. On trouve même à ces signaux des utilisations artistiques. 
Il existe de nombreux types de générateurs de signaux variant dans leurs objectifs, leurs applications et leur coût. Ces types incluent les générateurs de fonctions, les générateurs de signaux radio et micro-ondes, les générateurs de tonalité, les générateurs de formes d'onde arbitraires, les générateurs de motifs numériques et les générateurs de fréquence. Un type d'appareil donné ne conviendra pas à toutes les applications. 
Un générateur de signaux peut être aussi simple qu'un oscillateur avec une fréquence et une amplitude calibrées. Pour contrôler toutes les caractéristiques d'un signal, on aura plutôt recours à des générateurs de signaux plus polyvalents. Les générateurs de signaux modernes, plus polyvalents, se contrôlent par microprocesseur et parfois même à partir d'un ordinateur personnel. Les générateurs de signaux peuvent être autonomes ou encore intégrés à des systèmes plus complexes de test automatique. 

## Historique
Le premier générateur de signaux commercial commercialisé fut le General Radio 403 en juin 1928. Il portait des fréquences allant de 500 Hz à 1,5 MHz. De plus, General Radio a commercialisé la première norme de fréquence commerciale en avril 1929, avec une fréquence de 50 kHz.

## Générateurs de signaux à usage général

### Générateur de fonctions

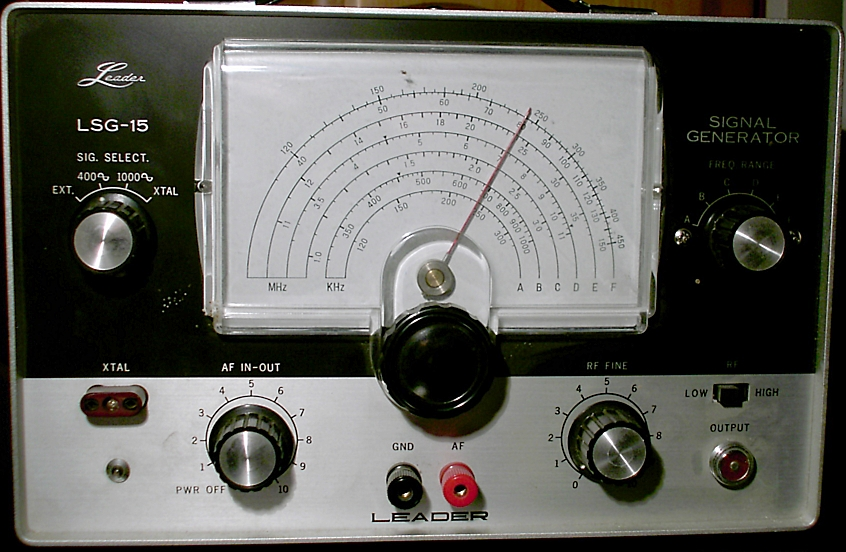
Générateur de signaux Leader Instruments LSG-15

Un générateur de fonctions est un appareil produisant des formes d'onde répétitives simples. Ces appareils contiennent un oscillateur électronique, soit un circuit capable de créer une forme d'onde répétitive, comme l'ICL8038 d'Intersil. Les appareils modernes peuvent utiliser le traitement numérique du signal pour synthétiser les formes d'onde, suivi d'un convertisseur numérique-analogique, pour produire une sortie analogique. La forme d'onde la plus courante est l'onde sinusoïdale, mais les oscillateurs couramment disponibles comportent aussi ceux en dents de scie, à marche (impulsion), carrés et triangulaires ainsi que les générateurs de signaux arbitraires (AWG). Si l'oscillateur fonctionne dans la gamme des fréquences audio (>20 kHz), le générateur inclura souvent une fonction de modulation telle que la modulation d'amplitude (AM), la modulation de fréquence (FM) ou la modulation de phase (PM) en plus d'un second oscillateur qui fournit une forme d'onde de modulation de la fréquence audio.

### Générateur de signaux arbitraires
Un générateur de signaux arbitraires génère des signaux arbitraires à l'intérieur des limites publiées de la plage de fréquences, de la précision et du niveau de sortie. Contrairement à un générateur de fonctions qui produit un petit ensemble de formes d'onde spécifiques, un générateur de signaux arbitraires permet à l'utilisateur de spécifier une forme d'onde source de différentes manières. Comparativement au générateur de fonctions, le générateur de signaux arbitraires est généralement plus coûteux et a souvent moins de bande passante. On l'utilise dans des applications de conception et de test haut de gamme. 

### Générateurs de signaux radio et micro-ondes
Les générateurs de signaux radio et micro-ondes sont utilisés pour tester les composantes, les récepteurs et les systèmes de test dans une grande variété d'applications, notamment les communications cellulaires, le WiFi, le WiMAX, le GPS, la radiodiffusion audio et vidéo, les communications par satellite, le radar et la guerre électronique. Les générateurs de signaux radio et micro-ondes ont normalement des caractéristiques et des capacités similaires, mais se différencient par leur gamme de fréquences. Les générateurs de signaux radio vont généralement de quelques kHz à 6 GHz, tandis que les générateurs de signaux micro-ondes couvrent une gamme de fréquences beaucoup plus large, de moins de 1 MHz à au moins 20 GHz. Certains modèles vont jusqu'à 70 GHz avec une sortie coaxiale directe, et jusqu'à des centaines de GHz lorsqu'on les utilise avec des modules de source de guide d'ondes externes. On peut également classer les générateurs de signaux radio et micro-ondes comme générateurs de signaux soit analogiques, soit vectoriels. 

#### Générateurs de signaux analogiques

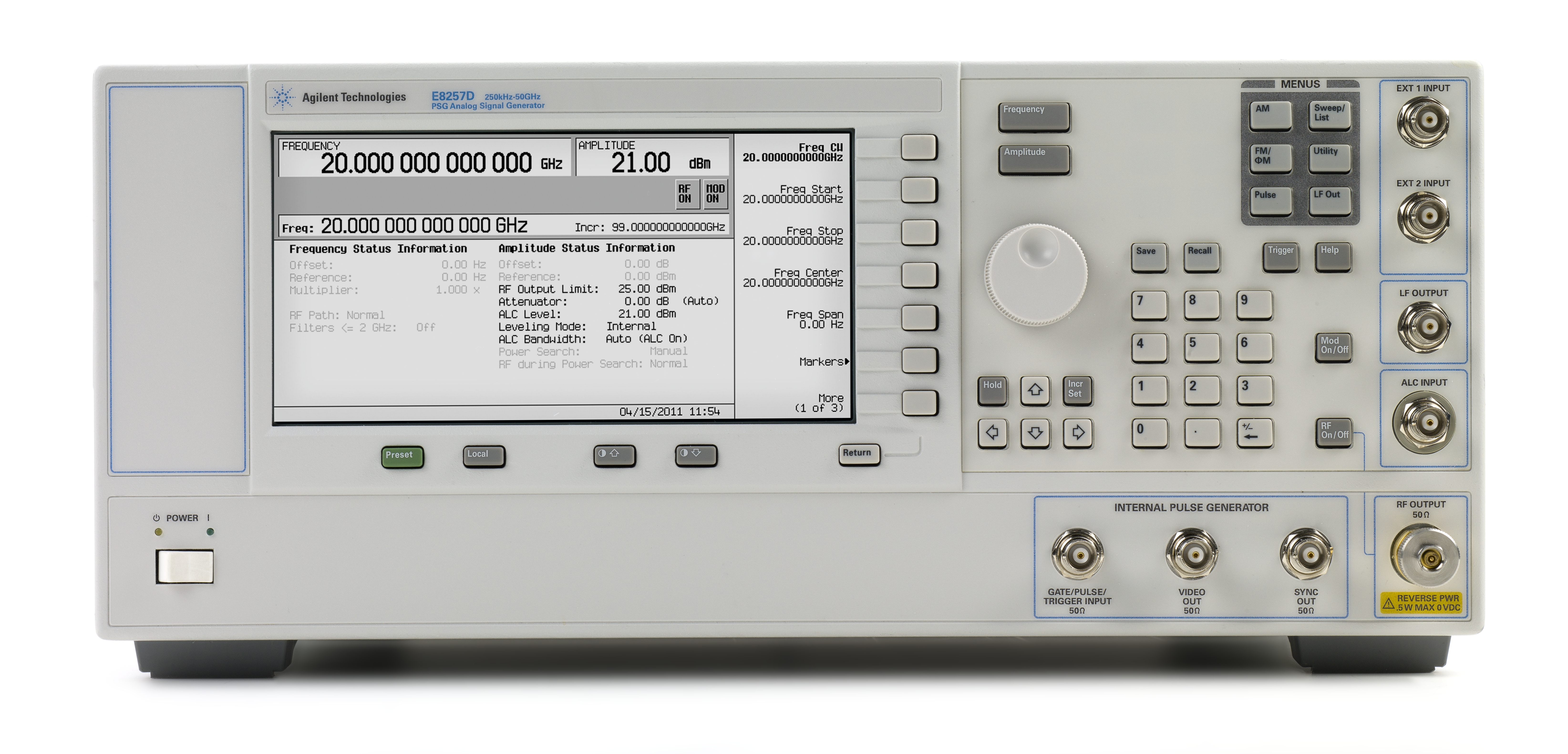
Un générateur de signaux radio analogiques

Les générateurs de signaux analogiques basés sur un oscillateur à onde sinusoïdale étaient courants avant le début de l'électronique numérique. On les utilise d'ailleurs toujours. Les générateurs de signaux radio et audio présentaient une nette distinction autant dans leur but que dans leur conception. 
Générateur de signaux radio
Les générateurs de signaux radio produisent, comme leur nom l'indique, des signaux radio à onde continue à l'amplitude et à la fréquence définies et réglables. De nombreux modèles proposent différents types de modulation analogique, notamment le AM, le FM, le ΦM (modulation de phase) et la modulation d'impulsion. Ces générateurs sont couramment pourvus d'un atténuateur faisant varier la puissance de sortie du signal. Selon le fabricant et le modèle, les puissances de sortie peuvent varier de -135 à +30 dBm. Une large gamme de puissance de sortie est souhaitable, car différentes applications nécessitent différentes puissances de signal. Par exemple, si un signal doit traverser un très long câble jusqu'à une antenne, un signal de sortie élevé est préférable afin de surmonter les pertes à travers le câble, tout en conservant une puissance à l'antenne suffisante. Si par contre on teste la sensibilité d'un récepteur, un faible niveau de signal sera nécessaire pour voir le comportement du récepteur dans des conditions de faible rapport signal/bruit. 
Les générateurs de signaux radio existent sous forme d'instruments de paillasse, de modules intégrables, montés en rack ou en format carte. Les applications d'essai sur le terrain, mobiles et aéroportées bénéficient de plates-formes plus légères fonctionnant à batterie. Dans les tests automatisés et de production, l'accès au navigateur Web, qui permet un contrôle multi-source, et des vitesses de commutation de fréquence plus rapides améliorent les temps de test et le débit. 
Les générateurs de signaux radio sont nécessaires pour l'entretien et la configuration des récepteurs radio. Ils sont également également utilisés à des fins professionnelles dans les domaines des radiocommunications et de la radiodiffusion. 
Générateur de signaux audio
Les générateurs de signaux audio génèrent des signaux dans la plage des fréquences audio et au-delà. Un premier exemple était l'oscillateur audio HP200A en 1939. Ils sont utilisés, entre autres, dans la vérification de la réponse en fréquence de l'équipement audio et ont aussi de nombreux usages dans les laboratoires électroniques. 
La distorsion de l'équipement peut être mesurée à l'aide d'un générateur audio à très faible distorsion utilisé comme source de signal, avec de l'équipement approprié pour mesurer la distorsion de sortie harmonique par harmonique à l'aide d'un analyseur d'onde, ou simplement en mesurant la distorsion harmonique totale. On peut obtenir une distorsion de 0,0001% à l'aide d'un générateur de signal audio doté d'un circuit relativement simple. 

#### Générateur de signaux vectoriels

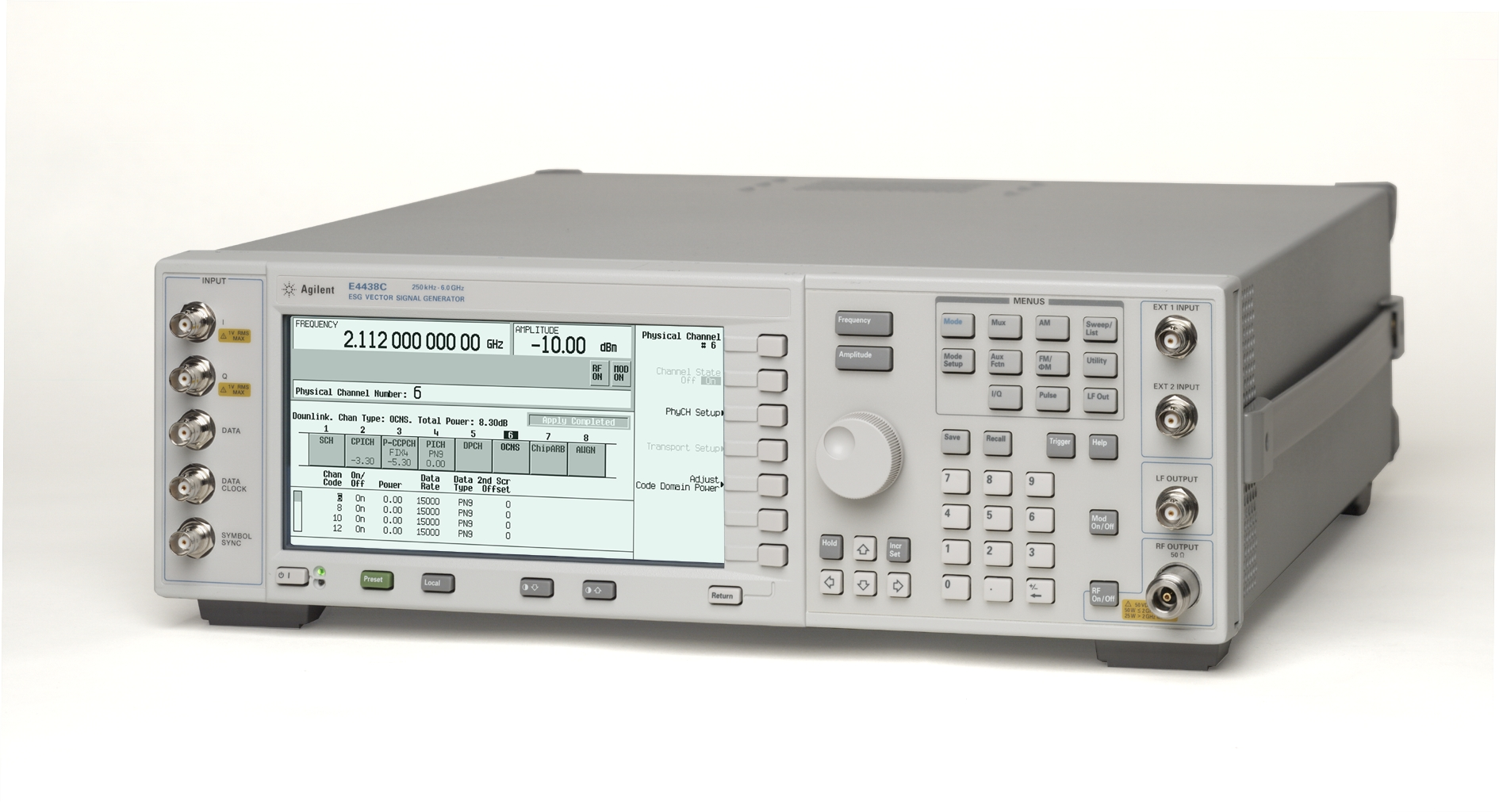
Un générateur de signaux vectoriels

Avec l'avènement des systèmes de communications numériques, on ne peut plus tester correctement ces systèmes à l'aide des générateurs de signaux analogiques traditionnels. Il a donc fallu développer le générateur de signaux vectoriels, ou générateur de signaux numériques. Ces générateurs de signaux peuvent générer des signaux radio modulés numériquement et ce, avec la possibilité d'utiliser un grand nombre de formats de modulation numérique tels que QAM, QPSK, FSK, BPSK et OFDM. De plus, comme les systèmes de communication numériques commerciaux modernes se basent presque tous sur des normes industrielles bien définies, de nombreux générateurs de signaux vectoriels peuvent générer des signaux basés sur ces normes. Les exemples incluent GSM, W-CDMA (UMTS), CDMA2000, LTE, Wi-Fi (IEEE 802.11) et WiMAX (IEEE 802.16). En revanche, les systèmes de communication militaires tels que JTRS, qui accordent une grande importance à la robustesse et à la sécurité de l'information, emploient généralement des méthodes très propriétaires. Pour tester ces types de systèmes de communication, les utilisateurs créent souvent des formes d'onde personnalisées et les téléchargent dans le générateur de signaux vectoriels pour alors créer le signal de test souhaité. 

#### Générateur de motifs numériques
Un générateur de motifs numériques produit des signaux logiques, c'est-à-dire des 1 et des 0 logiques prenant la forme de niveaux de tension conventionnels. On le nomme aussi générateur de signaux logiques ou générateur de modèles de données. Les normes de tension habituelles sont LVTTL et LVCMOS. Il diffère d'un générateur d'impulsions ou générateur de motifs, qui font référence à des générateurs de signaux capables de générer des impulsions logiques avec différentes caractéristiques analogiques (telles que le temps de montée / descente des impulsions, la longueur de haut niveau). 
On utilise le générateur de motifs numériques comme source de stimulus pour les circuits intégrés numériques et les systèmes embarqués servant à la validation et aux tests fonctionnels. 

## Générateurs de signaux spéciaux

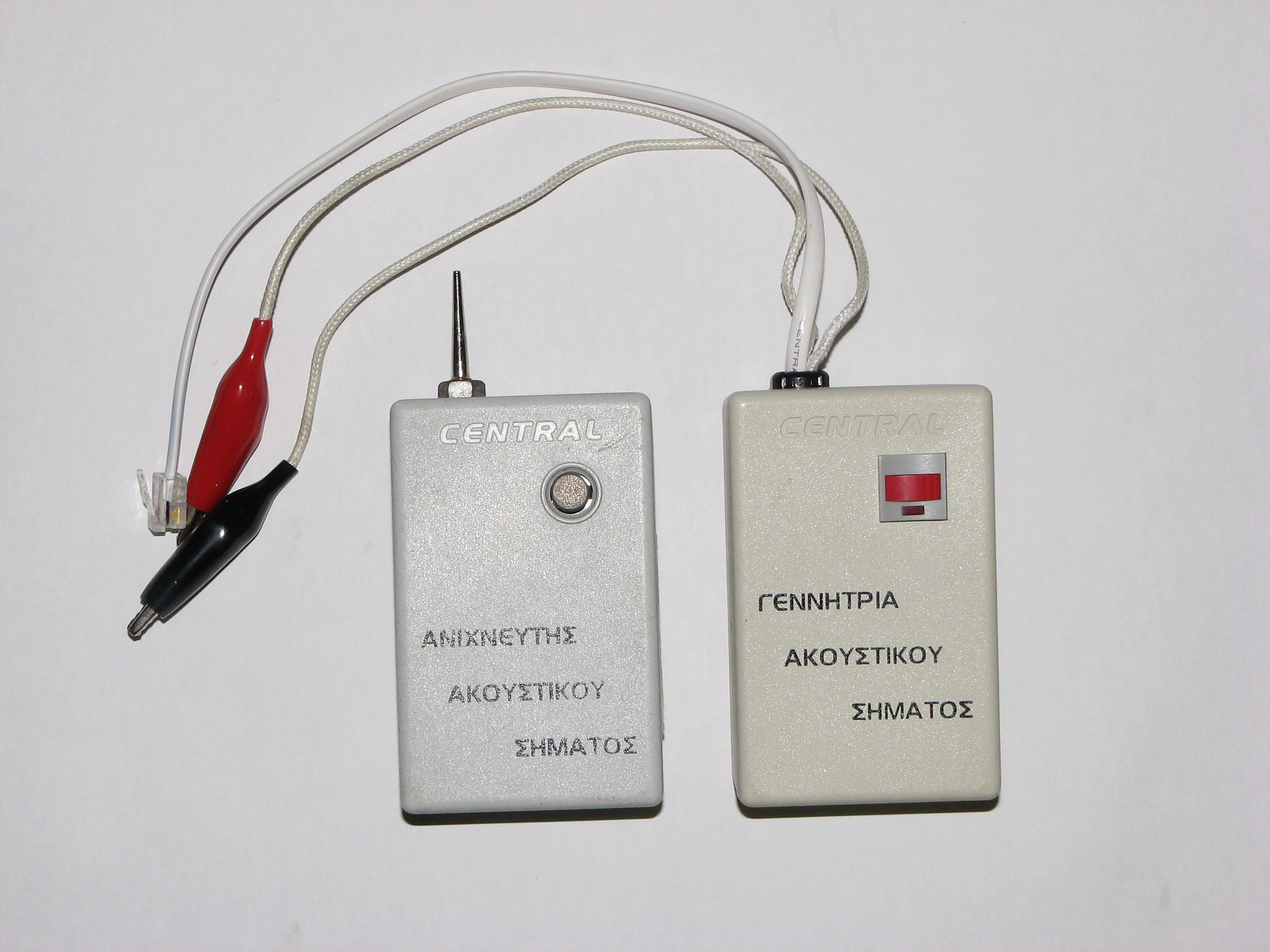
Un générateur de tonalité et une sonde pour localiser une paire spécifique de fils parmi plusieurs, par exemple dans un bloc de perforation.

En plus des dispositifs à usage général décrits ci-haut, il existe plusieurs classes de générateurs de signaux conçus pour des applications spécifiques. 

### Générateurs de tonalité et générateurs audio
Un générateur de tonalité est un type de générateur de signal conçu pour les applications audio et acoustique. Les générateurs de tonalité incluent généralement des ondes sinusoïdales dans la gamme de fréquences audio (20 Hz – 20 kHz). Les générateurs de tonalité sophistiqués comprendront également des générateurs de balayage (une fonction faisant varier la fréquence de sortie sur une certaine gamme, afin d'effectuer des mesures dans le domaine fréquentiel), des générateurs multi-tonalité (produisant simultanément plusieurs tonalités et utilisés pour vérifier la distorsion d'intermodulation et autres effets non-linéaires) et des sursauts de tonalité (utilisés pour mesurer la réponse aux transitoires). Les générateurs de tonalité sont généralement utilisés en conjonction avec des sonomètres, lors de la mesure de l'acoustique d'une pièce ou d'un système de reproduction sonore, ou avec des oscilloscopes ou encore avec des analyseurs audio spécialisés. 
De nombreux générateurs de tonalité fonctionnent dans le domaine numérique, produisant une sortie dans divers formats audio numériques tels que AES3 ou SPDIF. Ces générateurs peuvent inclure des signaux spéciaux pour stimuler divers effets et problèmes numériques, tels que l'écrêtage, la gigue, les erreurs de bits. Ils fournissent aussi également des moyens de manipuler les métadonnées associées aux formats audio numériques. 
Le terme synthétiseur est utilisé pour un appareil qui génère des signaux audio pour en faire de la musique, ou encore qui utilise des méthodes légèrement plus complexes. 

#### Programmes informatiques
On peut utiliser des programmes informatiques commerciaux ou gratuits pour générer des formes d'onde arbitraires sur un ordinateur ordinaire et produire la forme d'onde via une interface de sortie. Les systèmes simples utilisent une carte son d'ordinateur standard comme périphérique de sortie, limitant la précision de la forme d'onde de sortie et contraignant la fréquence à se situer dans la bande audio. 

### Générateur de signaux vidéo
Un générateur de signaux vidéo est un dispositif émettant des formes d'onde vidéo ou télévision prédéterminées ainsi que d'autres signaux. Ces formes d'onde et signaux sont utilisés pour stimuler les défauts dans les systèmes de télévision et vidéo ou encore aider à effectuer des mesures paramétriques dans de tels systèmes. Plusieurs types de générateurs de signaux vidéo sont répandus. Quel que soit le type spécifique, la sortie d'un générateur vidéo contiendra généralement des signaux de synchronisation appropriés pour la télévision, y compris des impulsions de synchronisation horizontales et verticales (en analogique) ou des mots de synchronisation (en numérique). Les générateurs de signaux vidéo composites (tels que NTSC et PAL) incluront également un signal de salve de couleur dans le cadre de la sortie. Les générateurs de signaux vidéo sont destinés à une grande variété d'applications et couvrent un large éventail de formats numériques. Bon nombre de ces générateurs incluent également une capacité de génération audio, car la piste audio est un élément important de tout film ou programme vidéo ou télévisé. 